# ズーム・エアウェイズ
ズーム・エアウェイズ（Zoom Airways）は2002年にZエアウェイズ（Z-Airways）として設立された貨物航空会社。バングラデシュと南アジアを貨物チャーター便で結んでいる。2005年にZエアウェイズからズーム・エアウェイズに改称した。

## 保有機材
2008年12月27日現在の保有機材は以下:
- 1 BAe 748 Series 2B
- 1 ロッキード L-1011-500 トライスター
- 2 ボーイング737